# Камерунский консорциум англоязычного гражданского общества
Камерунский консорциум англоязычного гражданского общества — англоязычное камерунское федеративное общество.

## История
Консорциум состоял в основном из юристов из Южного Камеруна. 6 октября 2016 года консорциум начал забастовку, которую поддержали в таких городах, как Лимбе, Баменда и Буэа. Она послужила началом протестов в Камеруне. Забастовка была подавлена правительством, более 100 человек были арестованы, 6 убиты.
В январе 2017 года правительство Камеруна создало комитет, целью которого было добиться диалога с Консорциумом. На первой встрече Консорциум выдвинул требование отпустить всех арестованных во время протестов. За этим последовало больше арестов, Консорциум признали незаконным, а его лидеров (Фонтема Небу и Феликса Нконго) задержали.
В конце концов, одни участники Консорциума провели долгое время задержанными, а другие присоединились к амбазонским сепаратистам. В мае 2019 года правительство объявило о своей готовности к диалогу по поводу федерализма.